# Rhyacionia duplana
Rhyacionia duplana là một loài bướm đêm thuộc họ Tortricidae. Loài này có ở miền bắc và central châu Âu to miền đông Nga và Nhật Bản. It has also been reported from Hàn Quốc, but it has not been được tìm thấy ở recent studies.
Sải cánh dài 14–18 mm. The flight period of the adults usually starts in tháng 4, in warmer areas often in tháng 3.
Ấu trùng ăn Pinus sylvestris, Pinus contorta var. latifolia, Pinus thunbergii và Picea sitchensis. Việc gây hại diễn ra ở cây thông 5-12 năm tuổi

## Phụ loài
- Rhyacionia duplana duplana
- Rhyacionia duplana logaea (Great Britain)
- Rhyacionia duplana simulata (Japan)